# Le Signe indien
Le Signe indien est le 10e album de la série de bande dessinée La Patrouille des Castors dessiné par MiTacq sur un scénario de Jean-Michel Charlier. Il est prépublié dans le journal Spirou entre mai 1961 et mars 1962, puis publié sous forme d'album en 1963.

## Univers

### Synopsis
Par une nuit d'orage, la Patrouille des Castors aide un pilote en détresse, Alain Saintigny. Miraculeusement sauvé, il se lie d'amitié avec les scouts et leur confie travailler sur des essais ultra-secrets. Il invite les scouts à un baptême de l'air à Toussus-le-Noble. À leur arrivée à l'aérodrome, ils assistent cependant au crash de l'avion qu'Alain pilotait. Prévenue par Poulain, sa fiancée, Nicole Derval demande aux scouts de récupérer des documents dans l'appartement d'Alain. Les scouts sont cependant devancés mais dans l'appartement, ils découvrent une bouteille contenant un drôle d'alcool... ininflammable.

### Personnages
Les scouts :
- Poulain, chef de patrouille
- Chat
- Faucon
- Tapir
- Mouche

Les autres personnages :
- Alain Saintigny (totem : Aigle fureteur) : pilote d'essai et scout
- Monique ou Nicole Derval[1]
- Alexis Sémionovitch Zerbine : mystérieux homme âgé
- Le père de Faucon : ingénieur chimiste
- Joséphine Pinson : amie d'Alexis Zerbine

## Historique
Le scénario est inspiré de la mort du pilote Léon Biancotto et de divers documents récoltés par Jean-Michel Charlier sur la guerre secrète du pétrole et sur l'espionnage industriel.  Quant au dessin, MiTacq s'inspire de sa fiancée, Simonne, pour dessiner Nicole Derval.

## Publication

### Revues
Publié dans Spirou du 18 mai 1961 (n° 1205) au 15 mars 1962 (n° 1248).

### Album
Publié en album en 1963, aux éditions Dupuis. Il a ensuite été réédité en 1966 (avec un numéro 10, sur la couverture), en 1982 et en 1985 (en album cartonné). Il a ensuite été réédité dans le 5e tome de la série Tout MiTacq, Les Castors - Les signaux invisibles, publié en 1992 et dans le 3e tome de L'intégrale de la Patrouille des Castors, en juillet 2012.

### Couverture de l'album
La couverture de l'album représente Poulain, une torche à la main, bravant la pluie et l'orage. Au loin, dans le ciel, l'avion d'Alain Saintigny.

## Anecdote
Nulle part dans l'album, mis à part dans l'ultime case, il n'y a mention, de près ou de loin, de « signe indien ».